# Martin Zahuranec
Martin Zahuranec (* 25. März 1986) ist ein ehemaliger slowakischer Fußballspieler.

## Karriere
Zahuranec kam 2000 vom FK NOVES Spišská Nová Ves nach Österreich in die Jugend des SV Horn und spielte zudem im BNZ St. Pölten. 2005 wechselte er zum Regionalligisten Kremser SC. Im August 2005 debütierte er in der Regionalliga, als er am dritten Spieltag der Saison 2005/06 gegen den SC Zwettl in der 90. Minute für Peter Bugár eingewechselt wurde. Seinen ersten Treffer in der Regionalliga erzielte er im März 2006 bei einem 2:2-Remis gegen den SKN St. Pölten.
Zur Saison 2006/07 wechselte er zum Ligakonkurrenten SC Zwettl. In seinen zwei Jahren bei Zwettl absolvierte er 43 Spiele in der Regionalliga und erzielte dabei zwei Tore. 2008 schloss Zahuranec sich dem SV Würmla an. Ein halbes Jahr und 13 Regionalligaeinsätze später kehrte er im Januar 2009 zu Zwettl zurück. Im Sommer 2009 verließ er den Verein wieder.
Nach einem halben Jahr ohne Verein wechselte er im Januar 2010 ein drittes Mal zum SC Zwettl. Für den Verein erzielte er in der Rückrunde der Saison 2009/10 drei Tore in zehn Spielen. Mit Zwettl musste er allerdings zu Saisonende als Tabellenletzter aus der Regionalliga absteigen.
Daraufhin wechselte er zur Saison 2010/11 zum viertklassigen SV Stockerau. Für Stockerau absolvierte er in jener Saison 23 Spiele in der Landesliga und erzielte dabei sechs Treffer. Nach einer Saison bei Stockerau wechselte er 2011 zum Ligakonkurrenten ASK Kottingbrunn. In der Saison 2011/12 erzielte er in 29 Spielen 20 Tore und war somit hinter Andreas Buger und Hannes Stangl drittbester Torschütze der Liga.
Zur Saison 2012/13 wechselte er zu den Amateuren des SKN St. Pölten. Im März 2013 debütierte er für die Profis von St. Pölten in der zweiten Liga, als er am 21. Spieltag jener Saison gegen die Kapfenberger SV in der 37. Minute für Gorka Unda ins Spiel gebracht wurde. Dies blieb sein einziger Einsatz für die Profis des SKN.
Mit den SKN St. Pölten Juniors stieg er 2014 in die Regionalliga auf. In der Aufstiegssaison 2013/14 erzielte er 15 Treffer in 23 Spielen und war damit hinter Michael Drga zweitbester Torschütze seines Vereins.
Zur Saison 2015/16 wechselte Zahuranec zum viertklassigen SC Retz. In jener Saison absolvierte er 23 Spiele in der Landesliga und erzielte dabei elf Tore. Nach Saisonende verließ er den Verein. Daraufhin wechselte er allerdings zu keinem anderen Verein mehr und beendete seine Karriere.